# Rock a Little
Albums de Stevie Nicks
The Wild Heart
(1983) The Other Side of the Mirror
(1989)
Singles
1. Talk to Me
Sortie : octobre 1985
2. I Can't Wait
Sortie : février 1986
3. Has Anyone Ever Written Anything for You
Sortie : mai 1986
4. Imperial Hotel
Sortie : septembre 1986

Rock a Little est le troisième album studio de la chanteuse américaine et membre de Fleetwood Mac Stevie Nicks.
Sorti à la fin de l'année 1985, durant la longue période d'arrêt de Fleetwood Mac à la suite de l'album Mirage en 1982, Rock a Little s'installe dans le top 20 du hit-parade américain deux semaines après sa sortie, atteint finalement la douzième place du Billboard 200 et se vend à un million d'exemplaires un mois après sa sortie. Bien que les ventes n'égalent pas celles de ses albums précédents (aux États-Unis, Bella Donna et The Wild Heart se vendent respectivement à 5 et 2 millions d'exemplaires), Rock a Little produit les tubes "Talk to Me" (#4 aux États-Unis) et "I Can't Wait" (#16) ainsi que la chanson qui clôturera pendant des années les concerts de la chanteuse, "Has Anyone Ever Written Anything for You" (#60). Un quatrième single, "Imperial Hotel", sort en Australie. Dans le reste du monde, Rock a Little est numéro 5 en Australie, numéro 8 au Canada et numéro 30 au Royaume-Uni.

## Histoire de l'album
L'enregistrement du successeur au très populaire The Wild Heart commence en 1984 sous le titre Mirror, Mirror.  Une sélection de chansons est enregistrée, dont Running Through the Garden et Mirror Mirror. Cependant, Stevie Nicks est mécontente de ces démos et décide de se séparer de son producteur et amant Jimmy Iovine. À la fin de l'année 1984, elle commence à travailler sur le véritable "projet Rock a Little". Running Through the Garden réapparaitra près de vingt ans plus tard sur l'album de Fleetwood Mac Say You Will.
Selon Mick Fleetwood, l'album aurait coûté 1 million de dollars et constitue un tournant dans la carrière de Stevie Nicks. Son style vocal sur cet album est beaucoup plus rauque et nasal (dû à son addiction croissante à la cocaïne)  que sur ses enregistrements précédents et curieusement, plusieurs des morceaux n'ont pas été écrits par Stevie elle-même. On apprit plus tard que Martin Page et Bernie Taupin avaient écrit la chanson These Dreams spécialement pour cet album mais Nicks avait décliné leur offre. La chanson a ensuite été enregistrée par le groupe Heart, devenant leur premier tube numéro 1 aux États-Unis.
Avant la sortie de l'album, Stevie Nicks enregistre un grand nombre d'autres chansons, dont Violet and Blue et Battle of the Dragon, une contemplation sur les rapports difficiles entre les différents membres de Fleetwood Mac à l'époque. Plutôt que de les mettre sur son album, elle les utilise pour les bandes originales des films Contre toute attente et American Anthem, même si elles seront aussi présentes dans son coffret Enchanted, sorti en 1998.
Initialement, Jimmy Iovine produit l'album et travaille sur les démos enregistrées en 1984. Cependant, il quitte le projet à mi-parcours, affirmant qu'il n'aime pas la direction dans laquelle Stevie Nicks veut amener l'album. Il sera cependant révélé plus tard que les deux avaient été en couple plusieurs années et qu'Iovine était parti après leur rupture et le début de la relation amoureuse entre Stevie et le guitariste des Eagles Joe Walsh, pour qui elle a écrit la chanson Has Anyone Ever Written Anything for You. Après son départ, Keith Olsen, Rick Nowels et Stevie elle-même se mettent à la production de l'album.
À sa sortie en novembre 1985, Rock a Little reçoit des critiques très mitigées,. À cause de cela et de l'addiction grandissante à la cocaïne de Stevie qui affecte ses performances en concert (elle entrera en cure de désintoxication dès la fin de la tournée Rock a Little), les ventes de l'album sont décevantes compte tenu des attentes liées à la chanteuse à l'époque.

## Liste des titres
| No  | Titre                                     | Auteur                                           | Durée |
| --- | ----------------------------------------- | ------------------------------------------------ | ----- |
| 1.  | I Can't Wait                              | Stevie Nicks, Rick Nowels, Eric Pressly          | 4:37  |
| 2.  | Rock a Little (Go Ahead Lily)             | Stevie Nicks                                     | 3:39  |
| 3.  | Sister Honey                              | Stevie Nicks, Les Dudek                          | 3:50  |
| 4.  | I Sing for the Things                     | Stevie Nicks                                     | 3:45  |
| 5.  | Imperial Hotel                            | Stevie Nicks, Mike Campbell                      | 2:53  |
| 6.  | Some Become Strangers                     | David Williams, Amy Latelevision, Peter Rafelson | 3:30  |
| 7.  | Talk to Me                                | Chas Sandford                                    | 4:10  |
| 8.  | The Nightmare                             | Stevie Nicks, Chris Nicks                        | 5:23  |
| 9.  | If I Were You                             | Stevie Nicks, Rick Nowels                        | 4:10  |
| 10. | No Spoken Word                            | Stevie Nicks                                     | 4:14  |
| 11. | Has Anyone Ever Written Anything for You? | Stevie Nicks, Keith Olsen                        | 4:34  |

## Personnel
- Stevie Nicks - voix
- Jamie Sheriff - synthétiseurs, programmation (pistes 1-3, 11)
- Billy Payne - synthétiseurs (piste 2)
- Charles Judge - synthétiseurs, piano (pistes 3-4, 8-9, 11)
- Greg Phillinganes - synthétiseurs, claviers, timbales (pistes 5, 7)
- Chas Sandford - synthétiseurs, guitare, basse (piste 6)
- Rick Nowels - claviers (pistes 1, 3, 8, 10-11)
- Bill Cuomo - claviers (piste 10)
- Benmont Tench - piano, orgue (pistes 5-6)
- George Black - guitare, basse (pistes 1, 3, 8)
- Michael Landau - guitare, chœurs (pistes 1, 3, 8)
- Waddy Wachtel - guitare (pistes 2, 10)
- Danny Kortchmar - guitare (piste 3)
- Mike Campbell - guitare (piste 4)
- Kenny Edwards - basse (piste 2)
- Bob Glaub - basse (pistes 4-5)
- Mike Porcaro - basse (piste 10)
- Bobbye Hall - percussion (piste 3)
- David Kemper - percussion, tambourin (pistes 9, 11)
- Steve Jordan - batterie (pistes 2, 5, 6)
- Russ Kunkel - batterie (piste 3)
- Andy Newmark - batterie (pistes 8-9)
- Denny Carmassi - batterie (piste 10)
- Barney Wilen - saxophone (piste 6)
- Lori Perry-Nicks - chœurs
- Sharon Celani - chœurs (pistes 1-10)
- Maria Vidal - chœurs (pistes 1-2, 7-8)
- Marilyn Martin - chœurs (pistes 1-3, 5-6, 10)
- Carolyn Brooks - chœurs (piste 11)

## Vidéos
Des vidéos promotionnelles sont tournées pour les singles "Talk to Me" et "I Can't Wait". En 1986, une cassette vidéo nommée "I Can't Wait"  sort sur plusieurs territoires et comprend les vidéos suivantes :
- Stop Draggin' My Heart Around
- Leather and Lace (Live, 1981 Bella Donna Tour)
- Stand Back
- If Anyone Falls
- Talk to Me
- I Can't Wait

Cette cassette a la particularité de contenir la performance live de "Leather and Lace" d'un concert donné par Stevie Nicks en 1981 qui avait été coupée de la cassette "White Wing Dove: Stevie Nicks Live" qui contenait le reste de ce même concert.
Cinq de ces vidéos promotionnelles sont présentes sur le DVD de la compilation Crystal Visions: The Very Best of Stevie Nicks.

## Charts & certifications
| Pays             | Durée du classement | Meilleur classement |
| ---------------- | ------------------- | ------------------- |
| Allemagne        | 11 semaines         | 23e                 |
| Canada           | 26 semaines         | 11e                 |
| États-Unis       | 35 semaines         | 12e                 |
| Nouvelle-Zélande | 16 semaines         | 25e                 |
| Pays-Bas         | 5 semaines          | 48e                 |
| Royaume-Uni      | 22 semaines         | 30e                 |
| Suède            | 7 semaines          | 14e                 |

| Pays        | Certification | Ventes      | Date       |
| ----------- | ------------- | ----------- | ---------- |
| États-Unis  | Platine       | 1 000 000 + | 21/01/1986 |
| Royaume-Uni | Or            | 100 000 +   | 01/02/1987 |

Charts singles
| Année | Single                                      | Chart                  | Durée du classement | Position |
| ----- | ------------------------------------------- | ---------------------- | ------------------- | -------- |
| 1985  | "Talk to Me"                                | Hot 100                | 18 semaines         | 4e       |
| 1985  | "Talk to Me"                                | Mainstream Rock Tracks | 13 semaines         | 1er      |
| 1985  | "Talk to Me"                                | RPM Top Singles        | 13 semaines         | 10e      |
| 1986  | "Talk to Me"                                | Single Top 100         | 11 semaines         | 28e      |
| 1986  | "Talk to Me"                                | RMNZ Singles Top40     | 1 semaine           | 45e      |
| 1986  | "Talk to Me"                                | UK Singles Chart       | 3 semaines          | 68e      |
| 1986  | "I Can't Wait"                              | Hot 100                | 13 semaines         | 16e      |
| 1986  | "I Can't Wait"                              | Mainstream Rock Tracks | 18 semaines         | 6e       |
| 1986  | "I Can't Wait"                              | Single Top 100         | 6 semaines          | 58e      |
| 1986  | "I Can't Wait"                              | RPM Top Singles        | 21 semaines         | 43e      |
| 1986  | "I Can't Wait"                              | RMNZ Singles Top40     | 2 semaine           | 39e      |
| 1986  | "I Can't Wait"                              | UK Singles Chart       | 4 semaines          | 54e      |
| 1986  | "Has Anyone Ever Written Anything for You?" | Hot 100                | 6 semaines          | 60e      |